# Хорохорин
Хорохо́рин (укр. Хорохорин) — село в Торчинской поселковой общине Луцкого района Волынской области Украины.
Код КОАТУУ — 0722886601. Население по переписи 2001 года составляет 668 человек. Почтовый индекс — 45610. Телефонный код — 332. Занимает площадь 3,674 км².